# Hudson Mountains
Hudson Mountains är ett berg i Antarktis. Det ligger i Västantarktis. Inget land gör anspråk på området. Toppen på Hudson Mountains är 773 meter över havet.
Terrängen runt Hudson Mountains är platt.  Trakten är obefolkad. Det finns inga samhällen i närheten.